# Mamacita (Super Junior)
Mamacita è l'ottavo album in studio (il settimo in lingua coreana) del gruppo musicale sudcoreano Super Junior, pubblicato nel 2014.

## Tracce
Versioni "A" e "B"
1. Mamacita (아야야; Ayaya) – 3:27
2. Midnight Blues (춤을 춘다; Chumeul Chunda) – 4:21
3. Evanesce (백일몽; Baegilmong) – 3:44
4. Raining Spell for Love (사랑이 멎지 않게; Sarang-i Meotji Ankyeo) – 3:22
5. Shirt – 3:28
6. This Is Love – 3:49
7. Let's Dance – 3:45
8. Too Many Beautiful Girls – 3:20
9. Mid-season (환절기; Hwanjeolgi) – 4:01
10. Islands – 4:27

This Is Love - Edizione Speciale
1. This Is Love (stage version) – 4:07
2. Hit Me Up – 3:24
3. Mamacita (아야야) – 3:27
4. Midnight Blues (춤을 춘다) – 4:21
5. Don't Leave Me – 3:41
6. ...ing (중) (performed by Yesung, Ryeowook & Kyuhyun) – 4:16
7. Evanesce (백일몽) – 3:44
8. Raining Spell for Love (사랑이 멎지 않게) – 3:22
9. Shirt – 3:28
10. Let's Dance – 3:45
11. Too Many Beautiful Girls – 3:20
12. Mid-season (환절기) – 4:01
13. Islands – 4:27